# Iseilema hubbardii
Iseilema hubbardii är en gräsart som beskrevs av Uppuluri. Iseilema hubbardii ingår i släktet Iseilema och familjen gräs. Inga underarter finns listade i Catalogue of Life.